# 国民革命軍
国民革命軍（こくみんかくめいぐん、拼音: Guómín Gémìng Jūn、英語:  National Revolutionary Army）は、1925年から1947年にかけて存在した中国国民党の党軍隊。1925年に当時の国民政府本拠地の広東省で建軍された。
コミンテルンの支援がその背景にあり、その前年に第一次国共合作が成立していた。1926年からの北伐で北京政府を倒し、1928年に南京を首都とする中華民国の開府後は国軍になった。なお、蔣介石は北伐中にコミンテルンとの決別を宣言して反共化している。
1937年に日中戦争が始まると第二次国共合作が成立し、1945年まで日本軍と交戦した。当時の日本側は主に国民党軍と呼び、1940年の汪兆銘政権成立後は重慶軍と呼んでいた。日本軍降伏後の1945年9月から国共内戦が始まり、中国大陸の支配権を巡って中国共産党軍と交戦した。1947年の中華民国憲法の発布に伴い、国民革命軍は中華民国国軍に改称した。共産党側の攻勢によって中国大陸の国民党支配地域がほぼ消滅した1949年に、台湾へ転進した。

## 歴史
1925年、中国国民党は広東省に広州国民政府を設置し、その実働部隊である国民革命軍が建軍された。これはほぼコミンテルンの支援によるものだった。その前年に第一次国共合作が成立しており、中国共産党員が国民党に加入していた。コミンテルンの目的は共産党員を「細胞」として国民党に植え付けておき、オルグ活動で共産シンパを増やしてゆくゆくは乗っ取らせるための寄生先として利用することにあった。将校の多くは黄埔軍官学校の卒業生であり、その初代校長であった蔣介石が最高指揮官に就任した。著名な指揮官に杜聿明や陳誠がいた。1926年から北京政府を倒して中国全土を統一するための北伐が開始されたが、早くも1927年に共産党員が上海クーデターと南昌蜂起を起こしたので、蔣介石はコミンテルンとの決別を宣言して共産党員を弾圧対象にした。
1928年、蔣介石は北京政府の攻略に成功して表向き中国全土を統一し、南京を首都とする南京国民政府が中国の中央政府となったが、すぐさま地方軍閥の反目が相次いで元の内戦状態に逆戻りした。1930年に軍閥連合との間で行なわれた中原大戦において決定的勝利を収めるも混乱の収束までは到らなかった。1931年の満洲事変で日本軍が満洲全土を占領し、毛沢東も江西省に中華ソビエト政府を打ち立てていた。共産党を最危険視していた蔣介石は総力を挙げて江西省を攻撃し、1934年に瑞金を包囲した。進退窮まった毛沢東は瑞金を脱出して長征を開始し、1936年に陝西省まで辿り着いたが、蔣介石はこれを追い詰めて再び大軍で共産党軍を包囲した。この時の戦力比は国民革命軍200万に対して共産党軍は1万人程であった。しかし同年12月に西安事件が発生して友軍の張学良に監禁された蔣介石は、共産党軍との休戦と抗日統一戦線の結成を承諾した。
1937年、盧溝橋事件から日中戦争が始まると、第二次国共合作が成立して、共産党軍は華北の八路軍と華南の新四軍に再編制されて国民革命軍に組み込まれた。1938年に南京が陥落すると国民政府は重慶に退却した。日中両軍の泥沼の戦いが続く中で、毛沢東は農村から都市部にかけての民衆の支持層を増やして急速に共産勢力を拡大していた。1945年に日本軍が降伏すると国民革命軍から八路軍が分離して国共合作は破られ、1946年に国共内戦の火蓋が切られた。1947年に国民革命軍は中華民国国軍に改称した。この内戦では共産党側が優勢になり、敗退を重ねて広州まで追い詰められた蔣介石は、生き残った中華民国国軍部隊とともに台湾に転進し、政府を台北に移した。

## 組織

### 概要

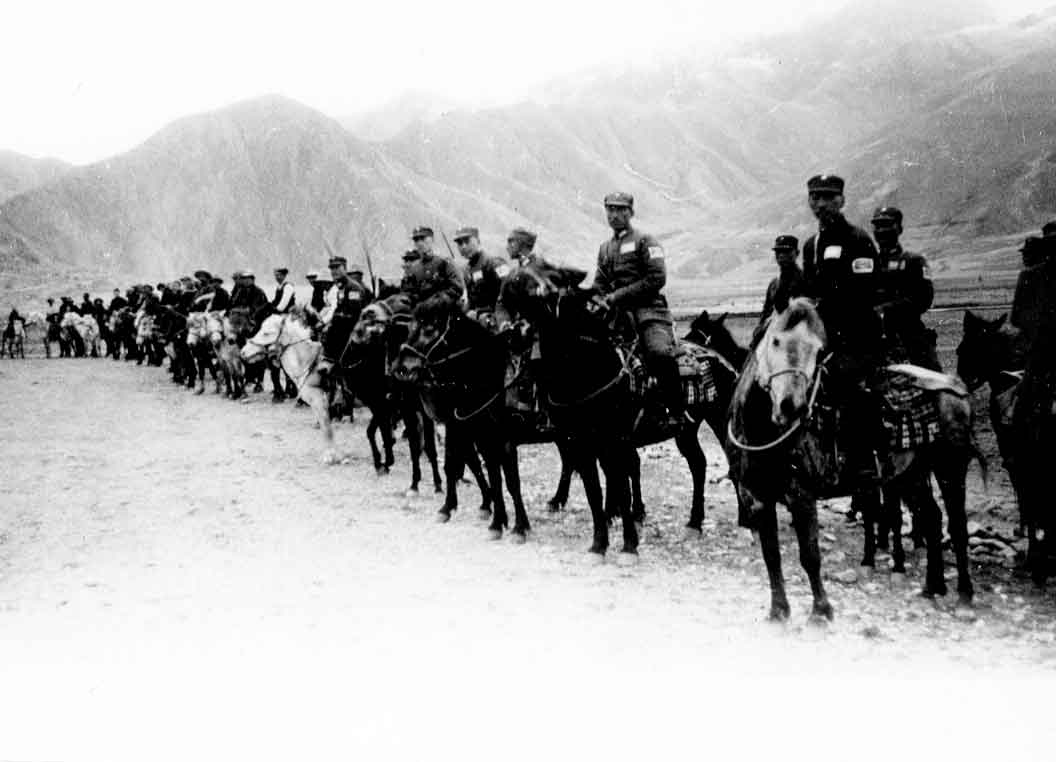
国民革命軍の騎兵隊

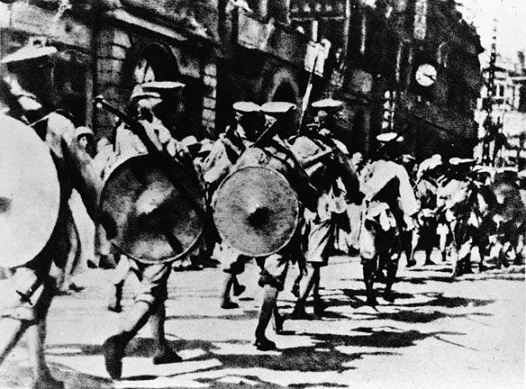
北伐の時代、漢口の英国租界の中へ行進する国民革命軍兵士

国民革命軍はその存続した期間を通して370個の標準師団（正式師）、46個の新師団（新編師）、12個の騎兵師団（騎兵師）、8個の新騎兵師団（新編騎兵師）、66個の臨時師団（暫編師）、および13個の予備師団（預備師）からなる総数515個の師団に、およそ430万人の正規兵を入隊させた。実際には多くの師団は複数の師団を統合するかたちで編成されたもので、すべてが同時に活動していたわけではない。また、新師団は戦争初期に失われた標準の師団に代わるものとして編成され、古い師団の番号が与えられた。ゆえにどの時代でも活動していた師団の数は前述の総数よりかなり少ない。記録によれば、1941年の中国では380万人の兵士がおり、246個の師団は最前線に、70個の師団が後方に配置されていた。
国民革命軍の師団は普通、5,000 - 6,000の兵からなったが、日本を含めた他国の師団なら10,000 - 15,000の兵を擁した。中独合作の下、ドイツ式の訓練を受けた師団は14,000の定員から成った。国民党直属の部隊と地方軍閥や共産党軍から編入した部隊の間には装備・練度・規律に大きなばらつきがあった。
兵員の募集では、戸籍が整備されていなかったので恣意的な徴兵が行われ、町の溜まり場などで兵隊に適した男性を見つけると強制的に軍に入隊させるような人狩りが横行していたという。兵士への給与や食糧支給は不十分で、各兵士が武器を使って一般市民から金品を略奪することも頻発していた。兵士による一般市民の暴行も頻発しており、殺害もあったといわれる。兵士たちの士気と戦意は概ね低く、戦闘中の逃亡も多発しており、便衣行為もよく見られた。一方で広州や武漢などの都市で徴兵された部隊のモラルは高く、広西省出身の部隊は勇猛さで知られていた。戦闘では兵士を監視するために頻繁に督戦隊が組織され、逃亡する兵士を射殺した。その他に兵士の逃亡を防ぐために、兵士が入ったトーチカに外から鍵を懸けたり、塹壕に鎖で兵士を繋ぎ止めることなども実行されたといわれる。そのため、西洋の軍事批評家の多くは国民革命軍が全体として20世紀の軍隊というより19世紀を思い出させるものであるとの印象を持った。

### 主力部隊

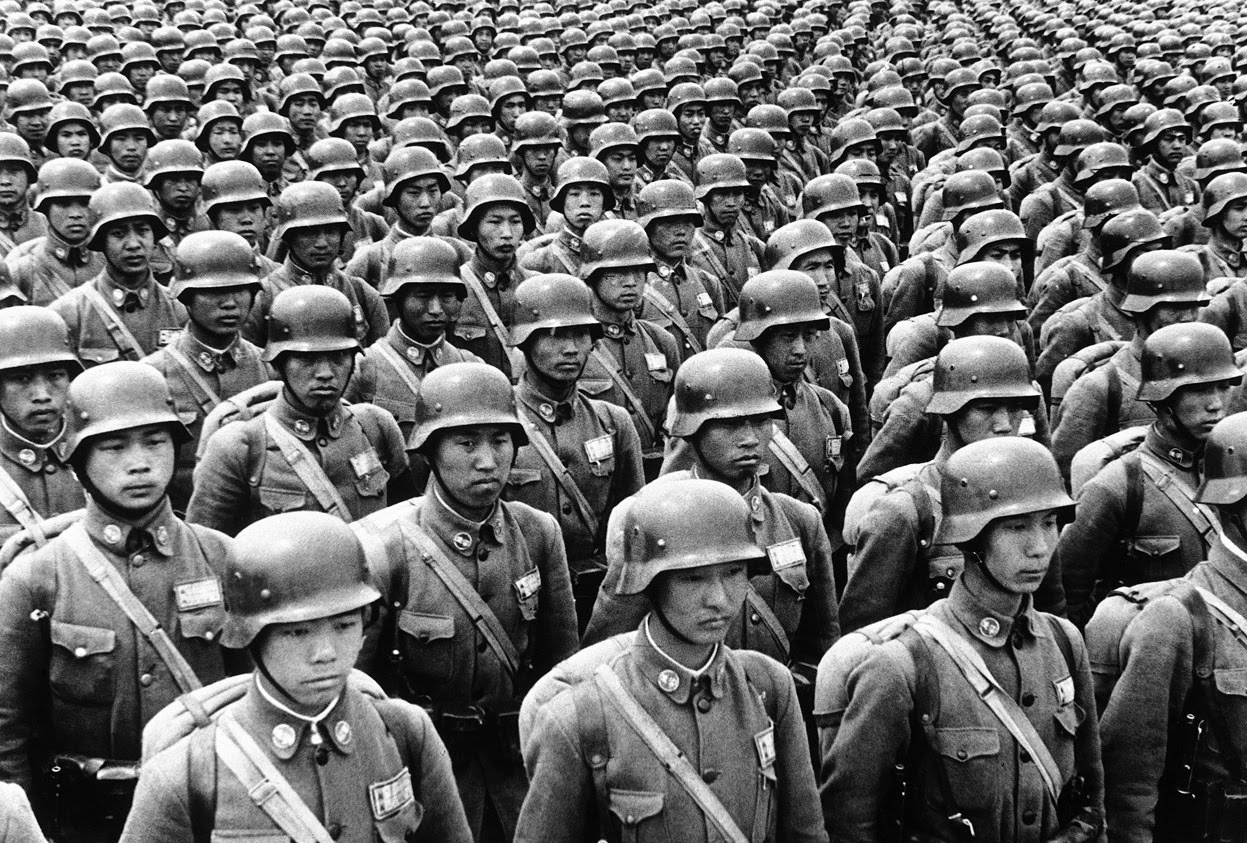
ドイツ式装備をした国民革命軍

国民革命軍の主力部隊となったのは、ドイツ軍事顧問団によってドイツ式訓練と装備をした8個の師団であった。それらは第3師、第6師、第9師、第14師、第36師、第87師、第88師、予備師団である。その他にもドイツ式訓練をうけ、中国式装備をした12個の師団があった。
残りの師団は元軍閥に所属していたため、定員割れであり、概して訓練もされていなかった。約40個程度の国民革命軍の師団には欧州製の装備が配備された。

### 機械化部隊
国民革命軍は少数の装甲車両と機械化部隊を持っているだけだった。1937年の戦争開始の時点では機甲部隊（装甲部隊）は3つの機甲大隊で組織され、各国から入手した戦車と装甲車を持っていた。これらの大隊の大部分が上海戦と南京戦で破壊された後は、ソビエト連邦とイタリア王国から入手した新しい戦車、装甲車およびトラックにより唯一の機甲師団である第200師の編成が可能になった。1938年6月の師団再編の後、この師団は結局機甲師団としては存続しなかった。
機甲連隊と火砲連隊は第五軍の直接の指揮下に置かれ、第200師は同じ軍の機械化歩兵師団になった。この軍は車両の損失と機械の故障のため装甲部隊を減らしながら1939年から1940年にかけては広西省の桂南会戦、1942年には雲南・ビルマにおける会戦を戦った。ビルマの戦いの遅い時期、現地の国民革命軍はシャーマン戦車が配備された機甲大隊をひとつ持っていた。

## 編制単位
国民革命軍の編制単位と序列は、以下の通りである。戦区は日中戦争が始まった1937年7月から設置され、当初は中国全土を5区に分けてそれぞれが複数の集団軍を管理した。1938年末以降は10区以上になった。兵力の多い戦区では兵団が設けられた。1944年末に設置された中国陸軍総司令部は戦区と同等であり、インドシナと華南方面でアメリカ陸軍イギリス陸軍と共同作戦するための組織だった。作戦上の基本単位は集團軍であり、戦術上の基本単位は軍であった。
1. 国民政府軍事委員会
2. 行営 --　必要に応じて各地方に設置された軍事委員会の出先機関。1個以上の戦區を指導した。
3. 戦區 --　一定の作戦区域を受け持ち、複数の集團軍とその他を持った。
  - 兵團 --　兵力の多い戦區を分割指揮するために設置された。
4. 集團軍 --　2個以上の軍とその他を持った。戦時用の編制単位。1926～28年と1937～45年に存在。
  - 路軍 --　1個以上の軍とその他を持った。平時用の編制単位。1929～37年に存在。
  - 方面軍 --　北伐時の集團軍下のものは1926～28年に存在。2個以上の軍を指揮した。中国陸軍総司令部下のものは1944～45年に存在。
  - 軍團 --　1928年から存在。1928年は蒋介石直属の小型集團軍だった。1932年からは地方軍閥所属の軍を1個以上まとめた編制単位になった。1937年以降は集團軍の小型版になり1個以上の軍とその他を持った。
5. 軍 --　軍団。通常2個の師を基盤にし、それに砲兵團や工兵團などの支援を付けた。
6. 師 --　師団。教導團（全兵員を教化する模範部隊）を中核にし、通常2個の旅を持った。歩兵師と騎兵師があった。
  - 独立旅 --　旅を増強した師の小型版。
7. 旅 --　旅団。通常2個の團を持った。歩兵旅と騎兵旅があった。
8. 團 --　連隊。ここから全軍中の通し番号が振られた。
9. 營 --　大隊
10. 連 --　中隊
11. 排 --　小隊
12. 班 --　分隊

指揮官の称号は、行営は主任、戦区は司令長官、兵団と集団軍は総司令、路軍と方面軍は総指揮であった。他は軍団長、軍長、師長、旅長、團長、營長、連長、排長、班長であった。

## 軍階
|        | 階級     | 右に示された階級章の兵科色 | 階級章の例 |
| ------ | -------- | -------------------------- | ---------- |
| 将官   | 特級上将 |                            |            |
| 将官   | 一級上将 |                            |            |
| 将官   | 二級上将 |                            |            |
| 将官   | 中将     |                            |            |
| 将官   | 少将     |                            |            |
| 校官   | 上校     | 砲兵                       |            |
| 校官   | 中校     | 騎兵                       |            |
| 校官   | 少校     | 憲兵                       |            |
| 尉官   | 上尉     | 軍楽隊                     |            |
| 尉官   | 中尉     | 砲兵                       |            |
| 尉官   | 少尉     | 測量兵                     |            |
| 准軍官 | 准尉     | 騎兵                       |            |
| 士官   | 上士     | 軍需兵                     |            |
| 士官   | 中士     | 衛生兵                     |            |
| 士官   | 下士     | 通信兵                     |            |
| 士兵   | 上等兵   | 工兵                       |            |
| 士兵   | 一等兵   | 機械化部隊                 |            |
| 士兵   | 二等兵   | 憲兵                       |            |

## 装備
中国の武器は主に漢陽、広東、および太原で生産された。ただしドイツ人に訓練された師団のほとんどが標準とした小銃は7.92mmのGew98とKar98kというドイツ製であった。しかし、中国の通常の師団ではその標準の小銃は'漢陽88式小銃'というGew88のコピーと'中正式小銃'というGew98のコピーであった。標準の軽機関銃は7.92mmのZB26軽機関銃というチェコ製の中国におけるコピーであった。ベルギー製、フランス製の軽機関銃もあった。また、国民革命軍はドイツからMG34機関銃を購入せず、彼ら自身によるそのモデルのコピーを生産した。これらの師団では通常、各小隊に軽機関銃がひとつずつあった。重機関銃は主にドイツからの設計図をもとに現地生産された水冷式の24式重機関銃（マキシム機関銃）であった。平均すると各大隊ごとに重機関銃はひとつずつ与えられた(第二次世界大戦における実際のドイツ師団の三分の一から半分程度である)。標準の携帯銃は、7.63mmのモーゼルC96セミオート拳銃、あるいはフルオートのモーゼル・シュネルフォイヤーであった。 これらのフルオートマチックのタイプは第二次世界大戦の終了前に中国軍で不足したサブマシンガンと小銃の代わりに使用された。日中戦争の期間は国民革命軍は彼ら自身の武器の不足とその品質の悪さがあり、鹵獲した日本製の武器と装備をかなり利用した。
いくつかの師団には37mm3.7 cm PaK 36対戦車砲とエリコン、マドセン、あるいはゾロトゥルン社製の迫撃砲の両方もしくは片方が配備された。各歩兵師団はフランス・ブラント社製81mm迫撃砲6門と ゾロトゥルン社製20mm機関砲6門を持った。いくつかの独立旅団と大砲連隊にはボフォース社製72 mm L/14、あるいはクルップ社製72mm L/29 山砲とラインメタル社製150mm L/32 sFH 18榴弾砲24門(1934年購入)とクルップ社製 150mm L/30 sFH 18榴弾砲24門（1936年購入）が配備された。
歩兵の制服は、人民服を基本とし調整されたものである。国民革命軍の部隊の主な移動手段は徒歩だったため、兵士および将校も同様に巻脚絆を標準とした。ヘルメットはこれらの師団を最も特徴づけるものだった。1935年からドイツ・シュタールヘルム社製M1935ヘルメット（欧州戦線では終戦間近までドイツ国防軍の標準仕様であった）が生産され、国民革命軍は1936年までに横に中華民国の青天白日の紋章がついた31万5千個を輸入した。他にはアドリアンヘルメット（フランス軍のヘルメット）、ブロディヘルメット（イギリス軍のヘルメット）、後期にはM1ヘルメット（アメリカ軍のヘルメット）も使用された。他の装備には兵士用の布靴、将校用の革靴、および高級将校用の皮製ブーツがあった。全兵士に弾薬、弾薬ポーチもしくはハーネス、スキットル、コンバット・ナイフ、食料袋、およびガスマスクが配給された。